# 가프사주

가프사주의 위치

가프사주(영어: Gafsa Governorate, 아랍어: ولاية قفصة)는 알제리와 국경을 접하는 튀니지 중부의 주로, 주도는 가프사이다. 면적은 8,990km2이며, 인구는 324,000명(2004년)이다.